# فرودگاه گوآپیلس
فرودگاه گوآپیلس (به انگلیسی: Guápiles Airport) یک فرودگاه همگانی با کد یاتا GPL است که یک باند فرود بتن دارد و طول باند آن ۱۱۰۰ متر است. این فرودگاه در کشور کاستاریکا قرار دارد و در ارتفاع ۲۶۹ متری از سطح دریا واقع شده است.